# محمد حسن سميسم
نسبه 
الشيخ محمد حسن ال سميسم هو الشيخ محمد حسن بن هادي بن أحمد بن محمد بن ملا بري بن حميد (حميدان ) بن سميسم (جد الأسرة) بن خميس بن نصار بن حافظ بن براك بن مفرج بن سلمان بن نصير بن ناصر بن الجراح بن جدول بن ثمامة بن عمرو بن سالم بن قبطان بن الحرث بن نشهل بن مطرود بن عدي بن الحارث بن سعد بن عدي بن افلت بن سلسلة بن عمرو بن سلسلة بن غنم بن حارث بن ثوب بن معن بن عنود ابن حارثة بن لام بن عمرو بن طريف بن عمرو بن ثمامة بن مالك بن جدعاء بن ذهل بن رومان بن جندب بن خارجة بن سعد بن فطرة بن طيء (1861 - 14 ديسمبر 1923) (1278 - 6 جمادى الأولى 1342) أحد فضلاء النجف ، مؤلّف كتاب «سحر البيان وسمر الجنان» 
شاعر عراقي عثماني. ولد في النجف ونشأ ودرس بها. وفيها أخذ عن علمائها الفقه الجعفري والأدب العربي، ولازم محمد سعيد الحبوبي وتلمذ عليه. اكتسب ثقافته الأدبية من زياراته المتكررة للمنتديات الأدبية النجفية ثم صار هو صاحب صالون أدبي يؤمه الأدباء والشعراء. له عدة شروح فقهية، وديوان شعر كبير بعنوان «سحر البيان وسمر الجنان». تميز بأشعاره عن القومية العربية والوطنية العراقية. توفي في النجف عن 62 عامًا.

## من أولاده
الشيخ القاضي عمّار ال سميسم ، قال عن الشيخ آل محبوبة في ماضي النجف: «من المعاصرين من أهل الكمال والأدب، تولّى منصب القضاء الجعفري بعد وفاة أخيه الشيخ مهدي، وهو أحد أعضاء جمعية الرابطة العلمية النجفية»

## سيرته
هو محمد حسن بن هادي بن أحمد بن محمد بن ملا بري بن  حميد (حميدان ) بن سميسم بن خميس بن نصار بن حافظ ( الذي أعقب ولدين أيضا هما : نصير ، ونصار) بن براك اللامي الطائي. ولد سنة 1278 هـ/ 1861 م في النجف بإيالة بغداد العثمانية ونشأ بها. أخذ الأدب عن باقر الهندي ورضا الهندي ومحمد سعيد الحبوبي، وأخذ الفقه عن علي رفيش ومحمد طه نجف وعلي الشرع.

توفي في النجف يوم 6 جمادى الأُولى 1342/ 14 ديسمبر 1923 ودُفن في مقبرته الخاصّة وله فيها أبناء وأحفاد.
كان لنعيه رنة أسف على عارفيه وأبّنه جماعة من الشعراء منهم الخطيب الشيخ محمد علي اليعقوبي بقصيدة عامرة كان مطلعها :
أيعرب قد فقدتِ أبا الجواد  *   فلا للجود انتِ ولا الجياد

## أدبه
كان صاحب صالونًا أدبيًا، وكانت داره ندوة أدبية يجتمع فيها الأدباء، وكان هو من شعراء عصره البارزين في النجف. نظم في مختلف الفنون والأغراض الشعرية، وله ولع بفن التخميس، كما له ولع بوصف الخيول العربية. «شعره شعر عربيّ بدويّ يتغنى بالجياد وأوصافها وما إلى ذلك مما يصوّره لنا ديوانه.» نظم باللغة الفصحى والعامية، كما أن له رسائل نثرية. «وتنوع في نظمه فطرق أكثر أغراض الشعر، وكان بديع العبارة حسن الأسلوب رقيق الطبع جميل البيان.» اشتهر أيضًا بقصائده عن القومية العربية والوطنية العراقية. جاء في معجم البابطين عنه «شاعر متنوع الأغراض؛ وإن غلب عليها المديح والرثاء والفخر، مع ميله إلى التخميس والتشطير، وقد أولع بالتخميس وبرع فيه.»  ومن شعره «عَيْشي طاب»:

## شعره
كان (قدس سره) شاعراً أديباً، وله أشعار في مدح ورثاء أهل البيت (عليهم السلام)، ومن شعره قوله ( يا بابَ فاطمَ لا طُرقتِ بخيفَةٍ ) في رثاء فاطمة الزهراء (عليها السلام):
مّن مبلّــع عنّـي الزمـان عتـابـاً * ومُقــرّع منّـي لــه أبــوابــا
يا ويـح دهـري راح ينـزع للأسـى * من بعـد ما ذقـتُ النعيـم شـرابـا
دهــرٌ تعامـى عـن هُــداه كأنّـه * أصحـاب أحمـد أشركوا مُـذ غابـا
نكصــوا علـى الأعقاب بعد مماتـه * سيـرون فـي هـذا النكـوص عقابا
يا بــاب فاطـم لا طُرقـت بخيفـةٍ * ويدُ الهــدى سدلـت عليـه حجابـا
أوَلـسـت أنـت بكـل آنٍ مهـبـط * الأمـلاك فيــك تقبَّـل الأعتـابـا
أوْهاً عليـك فمـا استطعـت تصدَّهـم * لما أتـوك بنـو الضـلال غضابـا
نفســي فـداك أمـا علمـتَ بفاطـمٍ * وقفـت وراك تـوبّـخ الأصحـابـا
أوَ ما رقـقـتَ لضلعـهــا لما انحنـى كســراً وعنه تزجـر الخطّـابــا
أوَ مـا درى المسمـار حيـن أصابها * مـن قبلهـا قلـب النبـي أصابــا
عتبي علـى الأعتـاب فيهـا محسـن * مُلقـىً ومـا انهالـت عليـه ترابـا
حتـى تواريـه لأن لا تسـتحـق الـ * أقـدام منـه أضـلعـاً واهـابـــا
هـو أوّل الشـهـداء بعـد محـمّـدٍ * ويرى المصاب على الصواب صوابـا
ما اسطـاع يدفـع عـن أبيـه واُمّـه * فمضـى لأحمـدَ يشتكـي الأصحابـا
لمـا عــدوا للبـيـت عـدوةَ آمـنٍ * من ليـث غابٍ حيـن داسـوا الغابـا
لـو ينظرون ذُبـاب صـارم حيـدر * لـرأيتـهـم يتطـايـرون ذُبـابــا
لكنّهـم علِـمـوا الوصـيـة أنّهــا * صارت لصارمــه الصقيـل قِرابـا
فهناك قـد جعلـوا النّجاد بعُنـق مَـن * مدّوا لـه يـوم « الغـديـر » رِقابـا
سحبـوه والـزهراء تعــدو خلفــه * والدمــع أجرتـه عليـه سحـابـا
فدعتْهـم خلّـوا ابـن عمـي حيـدرٍ * أو أكشفـنَّ إلــى الدعـاء نِقابــا
حـاربـتـم البــاري وآل نبـيّــه * وعـصيتُـم الأعــواد والمحرابــا
ونكـثتـُـم كثمـود ، هـذا صـالـحٌ * لِـمَ تسحبــون الصالـح الأوّابــا
رجعـوا إليـهـا بالسـيـاط ليُخمـدوا * نــور النّبــي الساطـع الثـقّابـا
فتهـافـتـوا مثـل الفـراش ونـوره * قـد صار دونهـم لهــا جلبـابــا

### يرثي مسلم بن عقيل وهاني بن عروة المرادي المذحجي رحمة الله عليهما:[9]
لو كان غيرك يا بن عروة مسلما * في مصر كوفان لاوي مسلما
اويته وحميته وفديته * في مهجة ابت الحياة تكرما
ان لم تكن من ال عدنان فقد * ادركت فخر الخافقين وان سما
قد فقدت من يحمي الضعائن شيمة * حتي ربيعة بل اباه مكدما
ما بال بارقة العراق تقاعست * عن نصر من نال الفخار الاعظما
لم لا تسربلت الدماء كأميرها * كاميرها لم لا تسربلت الدما
بايعت مسلم بيعة علويه * ابدا فلم تنكث ولن تنندما
فلذا عيون بني النبي تفجرت * لما اتي الناعي اليه عليكما
بشراكم طلب ابن فاطم ثاركم * طلب ابن فاطم ثاركم بشراكما
خرج الحسين من الحجاز بعزة * رغم العدا لا خائفا متكتما
ونحا العراق بفتية مضرية * كل تراه باسمه مترنما
قوم اكفهم لمن فوق الثري * كرما تكلفت الروى والمطعما
قوم بيوم نزولهم ونزالهم * لم يكسبوا غير المكارم مغنما
رام ابن هند ان يسود معاشرا * ضربوا علي هام السماك مخيما
هبت هناك بنو علي وامتطت * من كل مفتول الذراع مطهما
وتضرمت أسيافها بأكفهم * فكأنها نار القرى حول الحمى
حتى إذا اصطدم الكماة وحجّبت * شمس الضحى والافق أضحى مظلما
عبست وجوه الصيد مهما أبصروا * العباس أقبل ضاحكاً متبسما
متقدماً بالطف يحكي حيدراً * في ملتقى صفين حين تقدّما
وكأنه بين الكتائب عمه الطي‍ * ار قد هزّ اللواء الأعظما
وتقاعست عنه الفوارس نكصاً * فغدا مؤخرها هناك مقدما
بكت الصبايا وهي تطلب شربة * تروي بها والفاطميات الظما
منعوه نهر العلقمى وورده * فسقاهم ورد المنية علقما
حتى إذا حسمت يداه بصارم * وأخاه أسمعه الوداع مسلّما
فانقضّ سبط المصطفى لوداعه * كالصقر إذ ينقضّ من افق السما
أهوى عليه ليلثم الجسد الذي * لم تبقَ منه السمهرية ملثما
ناداه يا عضدي ويا درعي الذي * قد كنت فيه في الملاحم معلما
فلأبكينك بالصوارم والقنا * حتى تبيد تثلّما تحطّما

## ما قيل في حقّه
1ـ قال الشيخ حرز الدين في المعارف: «وكان فاضلاً كاملاً أديباً شاعراً، له نوادر أدبية وشعر جيّد»(2).
2ـ قال الشيخ آل محبوبة في ماضي النجف: «وهو أحد شعراء النجف وأُدبائها، وأهل الفضل فيها»(3).
3ـ قال الشيخ آقا بزرك الطهراني في الطبقات: «عالم أديب، وشاعر شهير… وكان محمود السيرة، حسن الأخلاق، جاورت داره ما يقرب عشرة سنين، فما أنكرت عليه صفة، ولا رأيت منه سوى مكارم الأخلاق، والالتزام بالآداب الشرعية»(4).
4ـ قال الشيخ الخاقاني في شعراء الغري: «شاعر عربي عريق»(5).
5ـ قال الشيخ محمّد هادي الأميني في المعجم: «فاضل كامل أديب شاعر، أحد شعراء النجف الأفاضل، ومن أهل العلم والفضيلة، ساجل الأُدباء وشاركهم، له نوادر في الأدب والشعر، جيّد النظم، بديع المرثية»(6).

## آثاره
- شرح المكاسب للشيخ الأنصاري
- شرح الروضة البهية للشهيد الثاني
- شرح شرائع الإسلام للمحقّق الحلّي
- «سحر البيان وسمر الجنان»، ديوان شعره

## وصلات خارجية
- في «بوابة الشعراء»